# Waldenweiler
Waldenweiler ist ein zum Ortsteil Sechselberg gehörender Weiler der Gemeinde Althütte im baden-württembergischen Rems-Murr-Kreis. Der Ort liegt in der Region Stuttgart und im Naturpark Schwäbisch-Fränkischer Wald. Waldenweiler war bis 1819 eine eigenständige Gemeinde. Wegen seiner idyllischen Lage ist der kleine Ort bei Wanderern sehr beliebt.

## Geographie
Waldenweiler liegt in sonniger Lage auf einer gerodeten Hochebene zwischen den Tälern des Däfernbachs, dem Glaitenbach im Norden und dem Strümpfelbach im Osten. Nördlich des Weilers erhebt sich der Hohenstein mit 571 m.
Umliegende Ortschaften sind Sechselberg und der Gallenhof im Norden, Fautspach im Nordosten, das zu Kaisersbach gehörende Rotenmad im Osten, Althütte im Südosten, Lutzenberg im Südwesten, Däfern im Westen sowie Schloss Ebersberg im Nordwesten.
Zur Altgemeinde Waldenweiler gehörte der kleine Ort Schlichenweiler.

## Geschichte
In älteren Kartenwerken findet sich die Schreibweise Waltenweiler, so im Forstlagerbuch von Andreas Kieser von 1686. Erstmals erwähnt wurde der Ort in einem Urbar aus dem Jahre 1495 als Wältinweyler. Weitere alte Schreibweisen sind Walttenwyler (1528), Waltenweyller (1555) und Walttenweiller (1569). Der Name bedeutet im Wald liegender Weiler.
Nach Lagerbüchern von 1528 und 1568/9 unterstand Waldenweiler mit Sechselberg und dem Hörschhof dem Ebersberger Amt. Später kamen die Orte zum Oberamt Backnang.
Obwohl Waldenweiler manchmal als Dorf bezeichnet wird, fehlen die für ein Dorf typischen Gebäude wie etwa eine Dorfkirche, ein Friedhof oder eine Schule. Da Waldenweiler wie Althütte lange Zeit sowohl kirchlich als auch administrativ zu Unterweissach, besuchten die Einwohner den Gottesdienst in der Unterweissacher Dorfkirche St. Agatha und bestatteten ihre Toten auch auf dem Unterweissacher Kirchhof, was aufgrund der schlechten Wegeverhältnisse und bei schlechter Witterung sehr beschwerlich war. Aufgrund der starken Bevölkerungszunahme wurde Mitte des 19. Jahrhunderts (1853) wurde in Althütte eine Pfarrverweserei eingerichtet. 1862 wurde Waldenweiler aus der Pfarrei Unterweissach ausgegliedert und der neuen Pfarrei Althütte zugeteilt.
Im 19. Jahrhundert waren die Haupterwerbsquellen im Ort der Ackerbau, die Forstwirtschaft und die Viehzucht. Vom 1855 bis 1862 stand die struktur- und finanzschwache Gemeinde unter Staatsaufsicht.
Im Zweiten Weltkrieg wurde Waldenweiler am 20. April 1945 von der US-Armee eingenommen und gehörte nach dem Krieg der Amerikanischen Besatzungszone an. Im Rahmen der Gemeindereform der Regierung Filbinger wurde Waldenweiler 1971 zusammen mit Sechselberg der Gemeinde Althütte zugeschlagen.
In den 1970er Jahren ist Waldenweiler durch die Neubaugebiete Sommerhalde (1970) und Im Kugelhof (1976) am nördlichen Ortsrand stark gewachsen.

### Einwohnerentwicklung
- 1626: 75 Einwohner (mit Schlichenweiler)[6]
- 1641: 12 (mit Schlichenweiler)[6]
- 1654: 14 (ohne Schlichenweiler)[7]
- 1684: 32[7]
- 1692: 39[7]
- 1807: 175 (100 in Waldenweiler, 75 in Schlichenweiler)[8]
- 1810: 184[1]
- 1854: 199 (darunter 8 Katholiken)[9]
- 1869: 190[10]
- 1871: 190[3]

## Religion
Seit der Einführung der Reformation durch Herzog Ulrich ist die evangelisch-lutherische Konfession (bis auf wenige Ausnahmen) in Alt-Württemberg vorherrschend. Katholiken wanderten erst durch Flucht und Vertreibung nach 1945 aus den Ostgebieten und dem ehemaligen Österreich-Ungarn zu. Katholiken besuchen die Heilig-Geist-Kirche in Althütte, die zur Seelsorgeeinheit Weissacher Tal gehört.

## Politik
Die Schultheißen entstammten zumeist wohlhabenden Bauernfamilien, weshalb man sie auch umgangssprachlich Bauraschultes (Bauernschultheiß) nannte.
Liste der Schultheißen (unvollständig, Amtszeiten teilweise unklar):
- 1810: Georg Adam Hahn[1]

## Sonstiges
Durch den Weiler führt der Georg-Fahrbach-Weg, ein Fernwanderweg des Schwäbischen Albvereins, der Criesbach bei Ingelfingen mit Stuttgart-Uhlbach verbindet.